# Las Vegas Sands
Las Vegas Sands (NYSE : LVS) est une compagnie de casinos située principalement à Las Vegas, Nevada. Le groupe était majoritairement détenu par le milliardaire Sheldon Adelson, parts dont sa veuve Miriam a hérité.

## Histoire
L'entrepreneur Sheldon Adelson et ses associés Richard Katzeff, Irwin Chafetz, Ted Cutler et Jordan Shapiro ont acheté le célèbre Sands Hotel en 1989. Ils ont ouvert le Sands Expo and Convention Center en face de l'hôtel en 1990.
L'hôtel Sands avait du mal à concurrencer les nouveaux resorts du Las Vegas Strip, Adelson l'a donc détruit pour faire de la place au Venetian. La construction du Venetian a commencé en 1997, lorsque les hôtels à thème étaient à la mode. Modelé sur le modèle de Venise, en Italie, il a rejoint Excalibur, New York-New York, Paris Las Vegas et d'autres hôtels thématiques sur le Las Vegas Strip.
Lorsque la tendance à Las Vegas s'est alors déplacée vers des hôtels plus discrets et élégants, la construction du Palazzo a commencé en 2005. Ensemble, Palazzo, Venetian et Sands Expo forment le plus grand centre de villégiature intégré au monde, avec 7 100 chambres entièrement équipées, 213 700 mètres carrés d'espace de congrès et d'exposition, et un éventail d'options de boutiques, de restauration et de divertissement.
Adelson a fait ses débuts dans le monde des salons professionnels. Dès les années 1970, il a vu le potentiel des ordinateurs personnels. Lui et ses associés ont fondé le salon informatique COMDEX en 1979. Ils l'ont ensuite vendue en 1995 pour plus de 800 millions de dollars. En 2004, Adelson a introduit en bourse la société : Las Vegas Sands Inc. est devenue Las Vegas Sands Corp.
Adelson a également été parmi les premiers à prévoir le potentiel financier de l'Asie. Avant ses concurrents américains, il a pris la décision d'implanter son entreprise plus près du marché asiatique. Macao, l'ancienne colonie portugaise remise à la Chine le 20 décembre 1999, est la seule région administrative spéciale, juste après la Chine continentale, où les jeux de casino sont légaux. Las Vegas Sands a ouvert le Sands Macao en 2004.
Adelson a ensuite constaté qu'un milliard de personnes se trouvent à moins de trois heures de vol de Macao et qu'environ 3 milliards de personnes vivent à moins de cinq heures de vol. Il s'est rendu compte que l'avenir de son entreprise n'était pas dans la création d'un seul hôtel, mais dans l'établissement d'une bande entière - un boulevard semblable à Las Vegas à Macao avec de nombreux hôtels de styles et de gammes de prix variés. Il y avait des défis physiques à son idée : la superficie totale de la petite péninsule et des deux îles qui composent Macao est inférieure à 12 kilomètres carrés ; cette zone est densément peuplée ; et, à l'époque, il n'y avait pas de terre pour une aussi grande bande.
Adelson a donc créé la terre : il a fait remplir la baie entre les îles de Coloane et de Taipa par sa compagnie. Il a appelé la région le Cotai Strip.
Il commença alors la construction du plus grand bâtiment habité du monde : le Venitian Macao.
Le complexe est deux fois plus grand que son homologue de Las Vegas, avec une arène pouvant accueillir 15 000 personnes et l'un des plus grands centres d'exposition en Asie. Le resort accueille entre 70 000 et 100 000 visiteurs par jour et emploie environ 12 000 personnes sur place. Le casino de 550 000 pieds carrés est aussi le plus grand du monde.
Le 23 juin 2010, le groupe ouvre son plus grand hôtel : le Marina Bay Sands, qui est estimé à 8 milliards de dollars. Il comporte 2 600 chambres disposées dans trois immeubles de 55 étages.
En 2016, la société a ouvert à Macao en Chine, The Parisian Macao un casino et un hôtel de 3 000 chambres, l'un des plus grands de Chine. Le complexe abrite aussi une réplique de la Tour Eiffel de 160 mètres de hauteur.
En mai 2019, la société a vendu le Sands Bethlehem à la Poarch Band of Creek Indians of Alabama pour 1,3 milliard de dollars.
En mars 2021, Las Vegas Sands annonce la vente de ses activités aux États-Unis pour 6,25 milliards de dollars à des fonds d'investissement, ne gardant que ses activités en Asie, principalement Macao et Singapour.
En décembre 2023, la National Basketball Association autorise la vente d'une part majoritaire (73 %) de l'équipe des Mavericks de Dallas par Mark Cuban à Las Vegas Sands. Le montant de la vente est estimé à 3,5 milliards de dollars. Cuban conserve 27 % des parts et il est prévu qu'il conserve la gestion opérationnelle des Mavs,.

## Propriétés
Las Vegas Sands possède des complexes hôteliers intégrés en Asie, notamment Marina Bay Sands à Singapour et, par l'intermédiaire de sa filiale majoritaire Sands China, plusieurs complexes hôteliers intégrés à Macao comme le Venetian Macao, le Sands Macao, le Plaza Macao and Four Seasons Hotel, le Londoner Macao et le Parisian Macao.

### Propriétés actuelles
| Photo | Propriété           | Emplacement               | Date d'ouverture  | Revenue en millions US$ (2023) |
| ----- | ------------------- | ------------------------- | ----------------- | ------------------------------ |
|       | Sands Macao         | Péninsule de Macao, Macao | 18 mai 2004       | 322                            |
|       | Venetian Arena (en) | Cotai Strip, Macao        | 8 avril 2007      | ...                            |
|       | Venetian Macao      | Cotai Strip, Macao        | 28 août 2007      | 2682                           |
|       | Marina Bay Sands    | Marina Bay, Singapour     | 27 avril 2010     | 3849                           |
|       | Londoner Macao      | Cotai Strip, Macao        | 12 avril 2012     | 1792                           |
|       | Parisian Macao      | Cotai Strip, Macao        | 13 septembre 2016 | 879                            |

### Anciennes propriétés
| Photo | Propriété                          | Emplacement             | Date d'ouverture  | Date de fermeture | Notes |
| ----- | ---------------------------------- | ----------------------- | ----------------- | ----------------- | --- |
|       | Sands Hotel                        | Las Vegas, Nevada       | 15 décembre 1952  | 30 juin 1996      | L'hôtel Sands original de Las Vegas – démoli le 26 novembre 1996. |
|       | Sands Casino Resort Bethlehem (en) | Bethlehem, Pennsylvanie | 22 mai 2009       |                   | Le Sands Casino Resort Bethlehem est vendu à Wind Creek Hospitality, une société appartenant à la tribu Poarch des Indiens Creek (en) d'Alabama, le 31 mai 2019. Après la vente, la propriété est rebaptisée Wind Creek Bethlehem (en). |
|       | Sands Expo (en)                    | Las Vegas, Nevada       | 1990              |                   | Une partie du Venetian Las Vegas. |
|       | Venetian Las Vegas                 | Las Vegas, Nevada       | 4 mai 1999        |                   | Vendu à Vici Properties et Apollo Global Management en février 2022. |
|       | Sphere                             | Las Vegas, Nevada       | 29 septembre 2023 |                   | Une partie du Venetian ; ouvert après que Las Vegas Sands ait quitté le projet. |
|       | The Palazzo                        | Las Vegas, Nevada       | 30 décembre 2007  |                   | Une partie du Venetian Las Vegas. |